# 地域経済学
広義の地域経済学（ちいきけいざいがく、英: regional economics）は、都市経済学と（狭義の）地域経済学から成る。狭義の地域経済学は、全体の部分として、地域（ローカルエリア）の経済分析を行う学問分野である。全体を定義して初めて地域が定義されるので、全体を日本として定義すれば、都道府県経済が地域経済学の対象である。また、全体をアジア地域として定義すれば、アジア各国間の経済活動が地域経済学の対象となる。しかしながら、各国経済の経済分析については国際経済学という学問分野が確立されているので、通常（狭義の）地域経済学では、一国内の一部地域および地域間相互の関係をその分析対象とすることが多い。（狭義の）地域経済学の分析課題は、地域の所得決定、地域の経済成長、地域間格差、地域産業、地域間交易などであり、マクロ経済学や国際経済学などの理論やツールを多く利用することが特徴となっている。